# Episodi di Sydney to the Max (terza stagione)
La terza stagione di Sydney to the Max è andata in onda negli Stati Uniti dal 19 marzo 2021 su Disney Channel e in Italia il 17 agosto 2022 su Disney+.
| nº | Titolo originale              | Titolo italiano               | Prima TV USA     | Prima TV Italia |
| -- | ----------------------------- | ----------------------------- | ---------------- | --------------- |
| 1  | Tearin’ Up My Room            | Rifare la camera              | 19 marzo 2021    | 17 agosto 2022  |
| 2  | A Few Good Mentors            | Le brave tutor                | 26 marzo 2021    | 17 agosto 2022  |
| 3  | He's All That                 | Harry è così                  | 2 aprile 2021    | 17 agosto 2022  |
| 4  | Three Amigas and a Harry      | Harry e le tre amigas         | 9 aprile 2021    | 17 agosto 2022  |
| 5  | Boy Story                     | Farsi nuovi amici             | 16 aprile 2021   | 17 agosto 2022  |
| 6  | My Own First Enemies          | I miei primi nemici           | 23 aprile 2021   | 17 agosto 2022  |
| 7  | The Hair Switch Project       | Il cambio di capelli          | 30 aprile 2021   | 17 agosto 2022  |
| 8  | The Bat Mitzvah Planner       | La cerimonia del Bat Mitzvah  | 7 maggio 2021    | 17 agosto 2022  |
| 9  | Man! I Feel Like a Genius     | Mi sento un genio             | 14 maggio 2021   | 17 agosto 2022  |
| 10 | What's Eating Olive Rozalski? | Cosa tormenta Olive Rozalski? | 4 giugno 2021    | 17 agosto 2022  |
| 11 | Do the Write Thing            | Il compito in classe          | 11 giugno 2021   | 17 agosto 2022  |
| 12 | Cool Intensions               | Buone intenzioni              | 18 giugno 2021   | 17 agosto 2022  |
| 13 | A Crush of Their Own          | La cotta di papà              | 25 giugno 2021   | 17 agosto 2022  |
| 14 | The Hunt for the Rad October  | Un Halloween da ricordare     | 8 ottobre 2021   | 17 agosto 2022  |
| 15 | Jingled Out                   | Il jingle                     | 15 ottobre 2021  | 17 agosto 2022  |
| 16 | Honey, You Shrunk the FIt     | La taglia unica               | 22 ottobre 2021  | 17 agosto 2022  |
| 17 | Family Buy                    | L’acquisto di famiglia        | 29 ottobre 2021  | 17 agosto 2022  |
| 18 | My Cousin Lexi                | Mia cugina Lexi               | 5 novembre 2021  | 17 agosto 2022  |
| 19 | Praise Your Voice             | Fai sentire la tua voce       | 12 novembre 2021 | 17 agosto 2022  |
| 20 | Pie Hard                      | La torta di famiglia          | 19 novembre 2021 | 17 agosto 2022  |
| 21 | Any Given Sunday Brunch       | Un normale brunch domenicale  | 26 novembre 2021 | 17 agosto 2022  |